# Beuvry
Beuvry je francouzská obec, která se nachází v departementu Pas-de-Calais, v regionu Hauts-de-France.

## Poloha
Obec má rozlohu 16,85 km2. Nejvyšší bod je položen 42 m n. m.

## Obyvatelstvo
V roce 2013 zde žilo 9298 obyvatel.
Následující graf zobrazuje vývoj počtu obyvatel v obci.